# Royville
Royville é uma comuna francesa na região administrativa da Normandia, no departamento de Sena Marítimo. Estende-se por uma área de 4,42 km². Em 2010 a comuna tinha 297 habitantes (densidade: 67,2 hab./km²).